# Вирджиния Черил
Вирджиния Черил (на английски: Virginia Cherrill) е американска актриса.
Тя е родена на 12 април 1908 година в Картидж, Илинойс, в селско семейство. След неуспешния си първи брак в Чикаго заминава при своя приятелка в Холивуд и през 1931 година получава главната роля в успешния филм на Чарли Чаплин „Светлините на града“ („City Lights“, 1931). През следващите години участва и в други филми, но няма високо мнение за актьорските си заложби и се отказва от киното, за да се омъжи за британски аристократ.
Вирджиния Черил умира на 14 ноември 1996 година в Санта Барбара.

## Избрана филмография
- „Светлините на града“ („City Lights“, 1931)
- „Delicious“ (1931)
- „Fast Workers“ (1933)
- „What Price Crime“ (1935)